# MADAYADE
「MADAYADE」（マダヤデ）は、Berryz工房の18枚目のシングル。2008年11月5日にアップフロントワークス（PICCOLO TOWNレーベル）から発売された。

## 概要
- 初回生産限定盤と通常盤の2形態での発売。初回生産限定盤はCD+DVD、通常盤はCDのみ。初回生産限定盤と通常盤の初回仕様にはイベント抽選シリアルナンバーカードが封入されている。
- センターは菅谷梨沙子。メインボーカルは夏焼雅、熊井友理奈、徳永千奈美、嗣永桃子。

## 収録曲
全作詞・作曲：つんく
1. MADAYADE [3:44]
編曲：平田祥一郎
2. フラれパターン [4:27]
編曲：山崎淳
3. MADAYADE (Instrumental) [3:44]

### 初回生産限定盤付属DVD
1. ジャケット撮影メイキング映像

## 参加ミュージシャン
MADAYADE
- プログラミング：平田祥一郎
- ギター：朝井泰生
- コーラス：竹内浩明

フラれパターン
- プログラミング&ギター：山崎淳
- コーラス：稲葉貴子・小川真奈